# 구제치료
구제치료 또는 구제요법(salvage therapy, rescue therapy)은 질병이 표준 치료에 반응하지 않을 때 수행하는 치료이다. 구제치료를 필요로 하는 가장 흔한 질병은 후천성면역결핍증후군(AIDS)과 다양한 종류의 암이다. 용어의 정의가 명확하지는 않은데, 최초의 치료 실패 이후 두 번째 치료와 최후의 치료를 가리키는 데에 모두 사용된다. 일반적으로 구제치료에 이용되는 약물은 표준 치료에 쓰이는 약보다 부작용이 심한 경우가 많다. 또한 아직 임상시험 중이거나 실험적인 약물을 구제치료에 사용해 볼 수도 있다.

## 사용

### AIDS
항레트로바이러스제(ARVs)는 AIDS의 원인 바이러스인 인간면역결핍 바이러스(HIV)의 복제 속도를 늦춰 삶의 질과 생존률을 올리기 위해 사용된다. 만일 항레트로바이러스제로 치료를 한 이후에 환자의 혈액 내 존재하는 바이러스의 수가 다시 증가한다면, 이는 바이러스가 약물에 대한 내성이 생겼을 수도 있다. 약물 내성을 가지게 하는 돌연변이가 HIV의 유전체에 많이 발생할수록, HIV의 복제를 유의미하게 억제하고 환자의 혈중 바이러스 수를 낮게 유지할 수 있는 약제를 선택하기 어려워진다. 이러한 맥락에서 구제치료는 일반적인 치료법의 효과가 다했을 때 복제하는 HIV를 다시 억제하기 위한 시도라고 할 수 있다. 단백질분해효소 억제제를 포함하는 최소 하나의 항레트로바이러스 치료법이 실패했을 때, 그 다음으로 HIV 감염을 치료하기 위해 사용되는 치료법을 구제치료라고 지칭할 수 있다.

### 암
구제항암화학요법(salvage chemotherapy)은 암이 다른 화학요법에 원하는 목표만큼 반응하지 않는 불응성일 때, 또는 암이 재발하였을 때 시행하는 치료법이다. 또한 암이 이미 수술을 하기에는 지나치게 광범위하게 퍼졌거나 다른 장기로 전이한 경우에도 구제항암화학요법을 시행한다. 다른 치료를 시행하기 전에 구제요법을 실시하기도 하는데, 가령 급성 골수성 백혈병에서 조혈모세포 이식을 하기 전에 백혈병의 정도를 완화시키기 위해서 구제요법을 시도해 볼 수 있다.

### 기타
헬리코박터 파일로리(Helicobacter pylori)는 사람의 위에 잘 서식하는 그람 음성균의 일종이다. 헬리코박터 파일로리는 특히 암을 포함한 다양한 질환의 원인이 될 수 있고 항생제 내성이 생기기도 하기 때문에 이 세균이 집락화된 사람들에서 세균을 제거하는 치료가 필요해졌다. 이를 헬리코박터 파일로리 제균 치료라고 한다. 전통적인 제균 치료는 양성자 펌프 억제제(PPI), 아목시실린, 클래리스로마이신을 이용한 3제 요법으로, 이는 2013년 오스트레일리아의 임상진료지침에서는 표준 치료법으로 지정되었다. 그러나 앞서 시행한 이런 치료로 헬리코박터 파일로리가 제거되지 않은 경우 구제치료를 시행해 볼 수 있다.